# Шапел ан Вексен
Шапел ан Вексен (фр. Chapelle-en-Vexin) је насељено место у Француској у региону Париски регион, у департману Долина Оазе.
По подацима из 2011. године у општини је живело 331 становника, а густина насељености је износила 91,69 становника/km².

## Демографија
| 1962. | 1968. | 1975. | 1982. | 1990. | 2011. |
| ----- | ----- | ----- | ----- | ----- | ----- |
| 133   | 145   | 159   | 159   | 344   | 331   |